# Órbita heliossíncrona
A órbita heliossíncrona é uma caso particular de uma quase órbita polar. O satélite viaja do pólo norte para o pólo sul e vice-versa, mas o seu plano de órbita é sempre fixo para um observador que esteja postado no Sol. Assim o satélite sempre passa aproximadamente sobre o mesmo ponto da superfície da Terra todos os dias na mesma hora. Desta forma ele pode transmitir todos os dados coletados para uma antena fixa terrestre, durante suas órbitas.

## Aplicações

Diagrama exibindo a orientação de uma órbita heliossíncrona (verde) em quatro pontos do ano. Uma órbita não heliossíncrona (magenta), é exibida para referência. Datas são exibidas em branco: dia/mês

Geralmente os satélites hélio-síncronos são satélites de média e baixa órbita, com altitudes variando de 550 até 850 km. Orbitam com uma inclinação em relação ao equador de 97 a 98º.
Como a Terra se move em torno do Sol, para manter seu plano de órbita constante, os satélites de órbita hélio-síncrona devem rotacionar aproximadamente 1º para o leste a cada dia.
Mas como a Terra não é exatamente uma esfera, os satélites de órbita polar podem ser afetados por uma força adicional da gravidade, cuja componente principal é causada pelo achatamento da Terra. A altura do satélite, quando viajando sobre os polos, está abaixo de 1.000 km e deverão ser afetados pela assimetria da Terra, quando transitando sobre o equador, onde a altitude do satélite será menor. Esta assimetria atua como uma força que lentamente roda o plano de órbita do satélite em torno do eixo da Terra. Se a órbita for exatamente polar (inclinação de 90º), o plano da órbita não rodará. Se a inclinação for em torno de 8º do eixo polar (ou seja, uma inclinação de 98º, levemente retrógrada), o plano da órbita executará uma rotação completa em torno do eixo da Terra em um ano.

## Detalhes técnicos
O efeito do achatamento sobre o nodo ascendente da órbita se expressa por:
{\displaystyle \Delta \Omega =-2\pi {\frac {J_{2}R^{2}}{a^{2}(1-e^{2})^{2}}}\cos({\mbox{Inc}})\,} (rad/órbita)
sendo:
- Ω - ascensão reta do nodo ascendente da órbita
- J2 - achatamento terrestre dinâmico
- R - raio da Terra
- a -  semi-eixo maior da órbita
- e - excentricidade orbital
- Inc - inclinação orbital

Existe um tipo especial de órbita hélio-síncrona que é aquela em que o satélite sempre recebe a luz do Sol. O satélite orbita de um lado da Terra quando é o seu amanhecer e o outro lado da Terra, quando é o seu pôr do Sol.
A tabela abaixo se refere às características orbitais do satélite brasileiro CBERS, que apresenta órbita hélio-síncrona.
| Tipo de órbita           | Hélio-síncrona           |
| Altitude                 | 778 km                   |
| Inclinação               | 98,5 graus               |
| Cruzamento com o Equador | 10:30 h (nó descendente) |
| Ciclo orbital            | 26 dias                  |
| Órbitas por dia          | 14,35                    |
| Duração de cada órbita   | 100,26 min.              |